# 兵隊シナ語
兵隊シナ語（へいたいシナご、兵隊支那語）は、日中戦争勃発後に現地の日本陸軍将兵の間で使用された、日本語と中国語のクレオール言語。中国では中国人とのコミュニケーションとのためにピジン言語的に用いられたが、戦争に伴う臨時的言語だったため日本の敗戦と共に消滅した。現在も一部の単語が俗語として日本語に残っている。

## 概説
単語は、元来は中国語に由来するが、中国語とは関係のない単語も存在した。
兵隊シナ語の歴史は古く、日清戦争のときにも存在していたらしいが、当時のそれがどのようなものであったかは明らかでない。同様のものとして、シベリア出兵時の「兵隊ロシア語」など、さまざまなピジン言語の萌芽が存在した可能性があるが、詳細は不明である。
兵隊シナ語は、中国での中国人との会話に使用されただけではなく、内地の兵営においても使用された。兵営内においては「自分が中国戦線帰りの古参兵である」ことをひけらかすことになるため、主として古参兵が自らの軍歴を誇示するために使用された。もちろん、いかに古参兵であっても、中国戦線に参加したことのない者は「兵隊シナ語」を使用することはできなかった。ただし、下士官の場合は兵隊シナ語を無理に使用して経歴をひけらかす必要もないため、意識して使われることは少なかったようである。
一方、兵隊シナ語を耳にした中国人の間では、中国語ではなく日本語であると解されることが多かったといわれる。戦後の中国では、日中戦争に関する戦争映画などで日本兵の台詞として多用され、「開路」など一部の表現は一般語彙として中国に広く浸透している。現在の中国で、外国人訛りの強い台詞を創作したり吹き替えたりする時や、相声の芸などで外国人の真似をする時に用いられる表現は、兵隊シナ語がルーツであるといわれることがある。

### 特徴
兵隊シナ語は、同じ用言を二度繰り返すことが多い。例をあげると「死了死了」（すーら：死ぬ）、「進上進上」（しんじょ：物をあげる・くれ）などが挙げられる。

## 兵隊シナ語の例

### 中国語起源と思われるもの
※斜体は、もっとも発音の近い漢語方言を指す。特記のないものは単純な日本語式転訛語
- 死了（すーら）：死ぬ。死んだ。普通は、死了死了と繰り返して使う。また、兵隊シナ語において「死了、死了（スーラ、スーラ）」は「ぶっ殺すぞ」と恐喝する意味にもなる。また、中国人の子供が日本人の真似をするときに「スラスラ」と発音する[1]。華北〜東北
  - 例「スーラ、スーラにならんようにな」
- サンピンニケー：「三つビンタをくれてやる」の意味。「ピン」は「ビンタ」、「ニケー」は「ケイニー（給你＝～してやる）」を日本式に「ニケー（你給）」と言ったものであるとされている[1]。
- 壊了（ふぁいら）：壊れている。
  - 例「ノーテンファイラー（脳天壊了＝脳が壊れている＝馬鹿者）」
- 明白（みんぱい）了承した。華北〜東北
  - 例「おお、みんぱい、みんぱい じゃ」
- 大人（たいじん）：将校に対する呼び方。
- 先生（しーさん）：下士官及び兵に対する呼び方。上海
- 謝々（しぇえしぇえ）：ありがとう。華北〜東北
- 多々的（たーたーでー）：多い。[2]
  - 例「この強行軍は しんくたーたーでー じゃ」
- 少々的（しょーしょーでー）：少ない。上海〜福建
- 辛苦（しんく）：疲れること。大変な思い。華北〜東北
- 快々的（かいかいでー）：早くしろと急かすこと。
  - 例「もっと かいかいでー に歩け」
- 慢々的（まんまんでー）：ゆっくり待ってろと命令すること。
- 頂好（てんほ）：最高に良いこと。上海または広東
- 頂好の甲（てんほのこう）：最高に良いこと。
  - 例「ここの部隊の給与は頂好の甲だ」
- 姑娘（くーにゃん、くーにゃ）：若い娘。華北〜東北
- 没法子（めーふぁおずー）：どうにもならない。仕方がない。
  - 例「せっかくの銀シャリが生煮えだ。めーふぁおずー じゃな」
- 好々的（はおはおでー）：そりゃいいね。結構だね。
  - 例「ハオハオデー な クーニャン がいるぜ」
- 要（やお）：必要である。華北〜東北
  - 例「タバコは やおか？ ぷやお？」
- 不要（ぷやお）：要らない。華北〜東北
  - 例「班長殿、週番下士殿に連絡しますか？」「いや、ぷやお、ぷやおだろう」
- 再見（さいちぇん）：さようなら。（華北〜東北）
- 請座（ちんざ）：座ってください。
- 知道（ちど）：知っている。東北または上海以南
- 不知道（ぷちど）：知らない。東北または上海以南
- 没有（めいよー）：ないこと。華北〜東北
  - 例「異常はないか？」「はい、異常 めいよー」
- 酒（ちゅー）：酒。特に中国の地酒のことを チャンちゅー と言った。東北
- 一様（いーやん）：同じこと。華北〜東北
- 儞（にい）：中国人。公を付けて「儞公（にいこう）」とも言う。現地の中国人に呼びかける時にも用いる。日本語風に「やん」を付けて「にーやん」とも言う。華北〜東北
- 憂愁的（ゆうつうでー）：気が滅入ること。憂鬱。上海～福建
- 睡覚（すいじょう）：寝ること。東北
- 老頭児（ろーとーる）：年寄り。古兵。東北
- 屄（ぴー）：女性器。売春婦。（華北）
- 不好（ぷーはお）：ダメ。壊れた。華北〜東北
  - 例「この靴はもう、ぷーはお だ」
- 労駕・老駕（ろーじゃ）：ご苦労さま。すみません。東北
- 苦力（くーりー）：肉体労働者。華北〜東北
- 完了（わんら）：終わる。死ぬ。華北〜東北
  - 例「この戦争は早く、わんらにならんかなあ」
- 很好（へんはお）：最高に良い。華北〜東北
- 不够本（ポコペン）：だめなこと。
- 小孩（しょうはい）：子供。東北
  - 例「うちの子と同じ年くらいの、可愛い、しょうはいじゃ」
- 公司（こんす）：敬称。会社。
  - 例「ようこそ近藤公司」
- 嗎？（ま）：（句末に用いて）〜ですか？
  - 例「わんらま？」「わんら」（おしまい？—おしまい。）

### その他のもの
- 進上（しんじょ）：物をあげる、あるいは物をくれという意味。
  - 例「この鶏、進上、進上でもらってきた」「その鶏、進上、進上せえ」
- サイコサイコ：性交すること。
- カエロカエロデー：日本に帰国すること。
  - 例「ああ、早くカエロカエロデーにならんかなあ」
  - これは中国語で「開路」に転じて、「行く」という意味の一般語彙となった。
- メシメシ：飯。もしもし。
  - 例「メシ、メシ、進上」
  - 抗日映画で日本兵の口癖として多用される、中国人にとって馴染みのある「日本語」である。ただし、中国人俳優が日本兵を演じるために発音が「ミシミシ」になる。そのことを示すエピソードとして、2011年、日本の偽造旅券でアメリカに入国しようとした中国人が「Can you speak Japanese?」と問われた際に「Yes. ミシミシ、フォアグーニャン」と答えて中国人と見破られる事件があった[3]。なお、フォアグーニャン（花姑娘）は美しい女性または少女を指す言葉で、抗日戦争中に日本兵によって使われたとされる。